# U-653
Unterseeboot 653 foi um submarino alemão do Tipo VIIC, pertencente a Kriegsmarine que atuou durante a Segunda Guerra Mundial.
O U-653 esteve em operação entre os anos de 1941 e 1944, realizando neste período 9 patrulhas de guerra, nas quais afundou 4 navios aliados e danificou outro, num total de 25,205 toneladas de arqueação.
Foi afundado por cargas de profundidade  lançadas por uma aeronave Swordfish do navio HMS Vindex, e cargas de profundidade lançadas pelos navios HMS Starling e HMS Wild Goose no dia 15 de março de 1944, causando a morte de todos os 51 tripulantes.

## Comandantes
| Comandante                  | Data                                        |
| --------------------------- | ------------------------------------------- |
| Kptlt. Gerhard Feiler       | 25 de maio de 1941 - 30 de setembro de 1943 |
| Oblt. Hans-Albrecht Kandler | 1 de outubro de 1943 - 15 de março de 1944  |

## Subordinação
Durante o seu tempo de serviço, esteve subordinado às seguintes flotilhas:
| Período                                     | Flotilha                                  |
| ------------------------------------------- | ----------------------------------------- |
| 25 de maio de 1941 - 1 de dezembro de 1941  | 1. Unterseebootsflottille (treinamento)   |
| 1 de dezembro de 1941 - 15 de março de 1944 | 1. Unterseebootsflottille (serviço ativo) |

## Operações conjuntas de ataque
O U-653 participou das seguinte operações de ataque combinado durante a sua carreira:
- Rudeltaktik Pfadfinder (21 de maio de 1942 - 27 de maio de 1942)
- Rudeltaktik Blücher (14 de agosto de 1942 - 18 de agosto de 1942)
- Rudeltaktik Natter (2 de novembro de 1942 - 8 de novembro de 1942)
- Rudeltaktik Westwall (8 de novembro de 1942 - 16 de dezembro de 1942)
- Rudeltaktik Hartherz (3 de fevereiro de 1943 - 7 de fevereiro de 1943)
- Rudeltaktik Ritter (11 de fevereiro de 1943 - 26 de fevereiro de 1943)
- Rudeltaktik Burggraf (4 de março de 1943 - 5 de março de 1943)
- Rudeltaktik Raubgraf (7 de março de 1943 - 15 de março de 1943)
- Rudeltaktik Coronel (4 de dezembro de 1943 - 8 de dezembro de 1943)
- Rudeltaktik Coronel 1 (8 de dezembro de 1943 - 14 de dezembro de 1943)
- Rudeltaktik Coronel 2 (14 de dezembro de 1943 - 17 de dezembro de 1943)
- Rudeltaktik Föhr (18 de dezembro de 1943 - 23 de dezembro de 1943)
- Rudeltaktik Rügen 6 (23 de dezembro de 1943 - 28 de dezembro de 1943)
- Rudeltaktik Rügen 7 (28 de dezembro de 1943 - 2 de janeiro de 1944)
- Rudeltaktik Rügen 6 (2 de janeiro de 1944 - 5 de janeiro de 1944)
- Rudeltaktik Preussen (4 de março de 1944 - 15 de março de 1944)

## Coordenadas
1. ↑  em posição 53° 46' N 24° 35' O